# Flow (Band)
FLOW ist eine japanische Band, welche aus fünf Mitgliedern besteht und dem Genre des J-Rock zuzuordnen ist. Sie steht bei der Agentur Amuse unter Vertrag.

## Bandgeschichte
FLOW ist eine fünfköpfige japanische Rockband, welche aus den Sängern Keigo Hayashi (Geboren: 1. Juli 1977) und Kōshi Asakawa (Geboren: 22. April 1977), dem Schlagzeuger Hiroshi Iwasaki (Geboren: 21. November 1969), genannt Iwasaki, dem Gitarristen Takeshi Asakawa (Geboren: 31. August 1978), genannt Take, und dem Bassisten Yasutarō Gotō (Geboren: 26. Januar 1977), genannt Got’s, besteht. Die Gruppe entstand 1993, als die Brüder Kōshi (älterer) und Take (jüngerer) anfingen, zusammen Musik zu machen. Sie gründeten FLOW 1998 zusammen mit Keigo, Got’s und Iwasaki, der 2000 beitrat. 2001 erschien ihre erste Single FLOW #0. Im gleichen Jahr veröffentlichten sie zwei Mini-Alben, welche beide die nationalen Indie-Charts im Sturm eroberten.
Im Frühjahr 2003 veröffentlichten sie ihr erstes komplettes Album SPLASH!!!. 2013 feierte die Band ihr zehnjähriges Bestehen.
Im Juli darauf veröffentlichten sie die Single BURASUTA unter dem Label Ki/oon Records. Im April 2004 veröffentlichten sie die Single Go!!!, die sich drei Wochen lang auf den Oricon Chart Top 10 halten konnte. Im Mai 2004 verkauften sie ihr erstes Album unter Ki/oon Records, GAME. Viele Singles folgten und im Juli 2005 veröffentlichten sie ihr drittes Album Golden Coast. Viele ihrer Songs werden als Anime Openings und Endings verwendet, unter anderem für Naruto, Heroman und Code Geass.

## Diskografie

### Studioalben
| Jahr | Titel           | Höchstplatzierung, Gesamtwochen, AuszeichnungChartsChartplatzierungen (Jahr, Titel, Platzierungen, Wochen, Auszeichnungen, Anmerkungen) | Anmerkungen                            |
| Jahr | Titel           | JP | Anmerkungen                            |
| ---- | --------------- | --- | -------------------------------------- |
| 2003 | Splash!!!       | JP2 Gold · (18 Wo.)JP | Erstveröffentlichung: 21. Mai 2003     |
| 2004 | Game            | JP4 Gold · (17 Wo.)JP | Erstveröffentlichung: 26. Mai 2004     |
| 2005 | Golden Coast    | JP9 (8 Wo.)JP | Erstveröffentlichung: 20. Juli 2005    |
| 2008 | Isle            | JP7 (12 Wo.)JP | Erstveröffentlichung: 19. März 2008    |
| 2009 | #5              | JP7 (5 Wo.)JP | Erstveröffentlichung: 28. Januar 2009  |
| 2010 | Microcosm       | JP9 (5 Wo.)JP | Erstveröffentlichung: 16. Juni 2010    |
| 2012 | Black & White   | JP29 (3 Wo.)JP | Erstveröffentlichung: 22. Februar 2012 |
| 2013 | Flow The Max!!! | JP21 (4 Wo.)JP | Erstveröffentlichung: 27. März 2013    |
| 2014 | 26 a Go Go!!!   | JP36 (3 Wo.)JP | Erstveröffentlichung: 26. März 2014    |
| 2016 | #10             | JP26 (3 Wo.)JP | Erstveröffentlichung: 3. Februar 2016  |
| 2019 | Tribalythm      | JP21 (2 Wo.)JP | Erstveröffentlichung: 10. April 2019   |
| 2023 | Voy✩✩✩          | — | Erstveröffentlichung: 22. Februar 2023 |

### EPs
| Jahr | Titel               | Höchstplatzierung, Gesamtwochen, AuszeichnungChartsChartplatzierungen (Jahr, Titel, Platzierungen, Wochen, Auszeichnungen, Anmerkungen) | Anmerkungen                             |
| Jahr | Titel               | JP | Anmerkungen                             |
| ---- | ------------------- | --- | --------------------------------------- |
| 2001 | Flow #0             | — | Erstveröffentlichung: 23. Oktober 2001  |
| 2002 | Sunshine 60         | — | Erstveröffentlichung: 31. August 2002   |
| 2002 | Like a Rolling Snow | — | Erstveröffentlichung: 27. November 2002 |
| 2009 | Nuts Bang!!!        | JP23 (3 Wo.)JP | Erstveröffentlichung: 22. Juli 2009     |
| 2017 | Fighting Dreamers   | JP36 (4 Wo.)JP | Erstveröffentlichung: 28. Juni 2017     |

### Kompilationen
| Jahr | Titel                            | Höchstplatzierung, Gesamtwochen, AuszeichnungChartsChartplatzierungen (Jahr, Titel, Platzierungen, Wochen, Auszeichnungen, Anmerkungen) | Anmerkungen                             |
| Jahr | Titel                            | JP | Anmerkungen                             |
| ---- | -------------------------------- | --- | --------------------------------------- |
| 2006 | Flow The Best: Single Collection | JP4 Gold · (12 Wo.)JP | Erstveröffentlichung: 20. Dezember 2006 |
| 2009 | Coupling Collection              | JP25 (4 Wo.)JP | Erstveröffentlichung: 4. November 2009  |
| 2011 | Flow Anime Best                  | JP5 (8 Wo.)JP | Erstveröffentlichung: 13. April 2011    |
| 2015 | Flow Anime Best Kiwami           | JP35 (4 Wo.)JP | Erstveröffentlichung: 25. Februar 2015  |
| 2018 | Flow The Best Anime Shibari      | JP21 (5 Wo.)JP | Erstveröffentlichung: 7. März 2018      |

### Singles
| Jahr | Titel Album                                                                                                  | Höchstplatzierung, Gesamtwochen, AuszeichnungChartsChartplatzierungen (Jahr, Titel, Album, Platzierungen, Wochen, Auszeichnungen, Anmerkungen) | Anmerkungen |
| Jahr | Titel Album                                                                                                  | JP | Anmerkungen |
| ---- | --- | --- | --- |
| 2001 | Flow #0 – | — | Erstveröffentlichung: 23. Oktober 2001                                                                                                 |
| 2003 | (贈る言葉) Okuru Kotoba –                                                                                    | JP6 (23 Wo.)JP | Erstveröffentlichung: 15. Januar 2003                                                                                                  |
| 2003 | (メロス) Merosu –                                                                                            | JP10 (5 Wo.)JP | Erstveröffentlichung: 30. April 2003; limitiert auf 55.000 Exemplare                                                                   |
| 2003 | Blaster (ブラスター) Burasutā Game                                                                           | JP12 (6 Wo.)JP | Erstveröffentlichung: 2. Juli 2003 |
| 2003 | Dream Express (ドリームエクスプレス) Dorīmu Ekusupuresu Game                                                 | JP9 (9 Wo.)JP | Erstveröffentlichung: 18. September 2003                                                                                               |
| 2004 | Ryūsei / Sharirara (流星/シャリララ) Game                                                                    | JP12 (10 Wo.)JP | Erstveröffentlichung: 18. Februar 2004                                                                                                 |
| 2004 | Go!!! Game                                                                                                   | JP6 Gold + Platin (Digital) · (22 Wo.)JP | Erstveröffentlichung: 28. April 2004; 4. Opening für Naruto                                                                            |
| 2004 | Life is Beautiful Golden Coast                                                                               | JP28 (4 Wo.)JP | Erstveröffentlichung: 3. November 2004                                                                                                 |
| 2005 | Rookie / Stay Gold Golden Coast                                                                              | JP32 (5 Wo.)JP | Erstveröffentlichung: 27. April 2005; Titellied für den koreanischen Film Make It Big (일단 뛰어!)                                     |
| 2005 | Days Golden Coast                                                                                            | JP3 ×2Gold + Doppelplatin (Digital) · (14 Wo.)JP                                                                                               | Erstveröffentlichung: 1. Juni 2005; 1. Opening für Eureka Seven                                                                        |
| 2005 | Garden (Summer Edit) Golden Coast                                                                            | JP50 (2 Wo.)JP | Erstveröffentlichung: 3. August 2005                                                                                                   |
| 2006 | Re:member Isle                                                                                               | JP12 Gold (Digital) · (8 Wo.)JP | Erstveröffentlichung: 31. Mai 2006; 8. Opening für Naruto                                                                              |
| 2006 | Around The World / Kandata Isle                                                                              | JP23 (5 Wo.)JP | Erstveröffentlichung: 13. September 2006; japanischer Suzuki Swift Werbetrailer                                                        |
| 2006 | Colors Isle                                                                                                  | JP2 Platin (Digital) · (16 Wo.)JP | Erstveröffentlichung: 8. November 2006; 1. Opening für Code Geass – Hangyaku no Lelouch                                                |
| 2007 | Answer Isle                                                                                                  | JP7 Gold + Platin (Mobile Downloads) · (12 Wo.)JP                                                                                              | Erstveröffentlichung: 1. August 2007; Opening für das Drama Tantei Gakuen Q                                                            |
| 2007 | Fuyu no Amaoto / Night Parade by Flow∞Home Made Kazoku (冬の雨音 / Night Parade by Flow∞Home Made 家族) Isle | JP19 (4 Wo.)JP | Erstveröffentlichung: 28. November 2007; by Flow ∞ Home Made Kazoku                                                                    |
| 2008 | Arigatō (ありがとう) Isle                                                                                    | JP25 (7 Wo.)JP | Erstveröffentlichung: 20. Februar 2008                                                                                                 |
| 2008 | Word of the Voice #5                                                                                         | JP15 (6 Wo.)JP | Erstveröffentlichung: 4. Juni 2008; 2. Opening für Persona -trinity soul-                                                              |
| 2008 | World End #5                                                                                                 | JP4 Gold (Mobile Downloads) · (10 Wo.)JP | Erstveröffentlichung: 13. August 2008; 2. Opening für Code Geass: Lelouch of the Rebellion R2                                          |
| 2008 | Snow Flake (Kioku no Koshitsu) / Pulse (Snow Flake ～記憶の固執～ / Pulse) #5                                | JP24 (4 Wo.)JP | Erstveröffentlichung: 10. Dezember 2008                                                                                                |
| 2010 | Sign Microcosm                                                                                               | JP4 Gold (Mobile Downloads) · (6 Wo.)JP | Erstveröffentlichung: 13. Januar 2010; 6. Opening für Naruto Shippūden                                                                 |
| 2010 | Calling Microcosm                                                                                            | JP21 (3 Wo.)JP | Erstveröffentlichung: 12. Mai 2010; 1. Ending für Heroman                                                                              |
| 2010 | Tabidachi Graffiti (旅立ちグラフィティ) Black & White                                                        | JP32 (2 Wo.)JP | Erstveröffentlichung: 24. November 2010                                                                                                |
| 2011 | 1/3 no Junjō na Kanjō (1/3の純情な感情) –                                                                    | JP20 (4 Wo.)JP | Erstveröffentlichung: 9. März 2011 |
| 2011 | Hey!!! Black & White                                                                                         | JP23 (2 Wo.)JP | Erstveröffentlichung: 31. August 2011; 3. Opening für Beelzebub                                                                        |
| 2012 | Rock Climbers (ロッククライマーズ) Black & White                                                             | JP43 (2 Wo.)JP | Erstveröffentlichung: 22. Februar 2012                                                                                                 |
| 2012 | Brave Blue (ブレイブルー) Bureiburū Flow The Max!!!                                                          | JP12 (7 Wo.)JP | Erstveröffentlichung: 5. September 2012; 2. Opening für Eureka Seven AO                                                                |
| 2013 | Hero (Kibō no Uta) / Cha-La Head-Cha-La (Hero ~希望の歌~ / Cha-La Head-Cha-La) Flow The Max!!!               | JP24 (5 Wo.)JP | Erstveröffentlichung: 20. März 2013; Titellied für den Film Dragon Ball Z: Battle of Gods                                              |
| 2013 | Tokonatsu Endless (常夏エンドレス) 26 a Go Go!!!                                                             | JP35 (2 Wo.)JP | Erstveröffentlichung: 4. September 2013                                                                                                |
| 2014 | Ai Ai Ai ni Utarete Bye Bye Bye (愛愛愛に撃たれてバイバイバイ) 26 a Go Go!!!                                 | JP44 (3 Wo.)JP | Erstveröffentlichung: 26. Februar 2014; 2. Opening für Samurai Flamenco                                                                |
| 2015 | Niji no Sora (虹の空) #10                                                                                    | JP34 (2 Wo.)JP | Erstveröffentlichung: 12. August 2015                                                                                                  |
| 2016 | Steppin’ Out #10                                                                                             | JP18 (5 Wo.)JP | Erstveröffentlichung: 20. Januar 2016                                                                                                  |
| 2016 | Kaze no Uta / Burn (風ノ唄 / Burn) Tribalythm                                                                | JP17 (8 Wo.)JP | Erstveröffentlichung: 24. August 2016; Opening für Tales of Zestiria the X und Schluss der 7. Folge des Animes Tales of Zestiria the X |
| 2017 | Innosense Tribalythm                                                                                         | JP21 (6 Wo.)JP | Erstveröffentlichung: 8. Februar 2017                                                                                                  |
| 2018 | Neiro / Break It Down (音色 / Break It Down) Tribalythm                                                      | JP37 (2 Wo.)JP | Erstveröffentlichung: 29. August 2018                                                                                                  |
| 2021 | Shinsekai (新世界) Voy✩✩✩                                                                                    | JP29 (2 Wo.)JP | Erstveröffentlichung: 13. Januar 2021                                                                                                  |
| 2021 | United Sparrows Voy✩✩✩                                                                                       | JP50 (2 Wo.)JP | Erstveröffentlichung: 26. Mai 2021 |
| 2021 | Dice Voy✩✩✩                                                                                                  | JP22 (3 Wo.)JP | Erstveröffentlichung: 15. Dezember 2021                                                                                                |
| 2022 | Gold Voy✩✩✩                                                                                                  | JP37 (2 Wo.)JP | Erstveröffentlichung: 27. April 2022                                                                                                   |
| 2022 | Daydream Believer (デイドリーム ビリーヴァー) Voy✩✩✩                                                         | JP32 (2 Wo.)JP | Erstveröffentlichung: 16. November 2022 feat. Orange Range                                                                             |
| 2023 | Get Back –                                                                                                   | JP40 (2 Wo.)JP | Erstveröffentlichung: 22. November 2023                                                                                                |

### Videoalben
| Jahr | Titel                                                                        | Höchstplatzierung, Gesamtwochen, AuszeichnungChartsChartplatzierungen (Jahr, Titel, Platzierungen, Wochen, Auszeichnungen, Anmerkungen) | Anmerkungen                              |
| Jahr | Titel                                                                        | JP | Anmerkungen                              |
| ---- | ---------------------------------------------------------------------------- | --- | ---------------------------------------- |
| 2004 | The Play Off ~Game 1~                                                        | — | Erstveröffentlichung: 1. Dezember 2004   |
| 2007 | Flow Countdown Live 2006–2007 „Kizuna Factory: Differ Toshiake“              | JP76 (1 Wo.)JP | Erstveröffentlichung: 21. März 2007      |
| 2008 | Flow the Video                                                               | JP24 (2 Wo.)JP | Erstveröffentlichung: 3. September 2008  |
| 2008 | Flow Live Tour 2007–2008 ’Isle’ Final at Nippon Budokan                      | JP82 (2 Wo.)JP | Erstveröffentlichung: 24. Dezember 2008  |
| 2011 | Flow First Zepp Tour 2011 ’On The Line’                                      | JP39 (2 Wo.)JP | Erstveröffentlichung: 21. September 2011 |
| 2013 | Flow Video the Max!!!                                                        | JP36 (2 Wo.)JP | Erstveröffentlichung: 6. Februar 2013    |
| 2013 | Flow Live Tour 2013 „Tour The Max!!!!“ -Grand Final- at Maihama Amphitheater | JP59 (1 Wo.)JP | Erstveröffentlichung: 18. Dezember 2013  |
| 2017 | Flow The Live 2016                                                           | JP20 (2 Wo.)JP | Erstveröffentlichung: 15. März 2017      |
| 2020 | Flow Chokaigi 2020 „Anime-Shibari Returns“ at Makuhari Messe Event Hall      | JP35 (1 Wo.)JP | Erstveröffentlichung: 5. August 2020     |